# Carlos Oliveira (calciatore)
Carlos Oliveira Hernández (fl. XX secolo) è stato un calciatore cubano, di ruolo attaccante.

## Carriera
Partecipò al Mondiale del 1938 con la Nazionale cubana.